# Freycinetia winkleriana
Freycinetia winkleriana är en enhjärtbladig växtart som beskrevs av Ugolino Martelli. Freycinetia winkleriana ingår i släktet Freycinetia och familjen Pandanaceae. Inga underarter finns listade.